# Anecphora olivacea
Anecphora olivacea är en insektsart som beskrevs av Schmidt 1905. Anecphora olivacea ingår i släktet Anecphora och familjen lyktstritar. Inga underarter finns listade i Catalogue of Life.